# Engelen in de islam
De engelen in de islam zijn onzichtbare wezens die geschapen zijn uit licht. Het geloven in het bestaan van de engelen is een verplichting voor iedere moslim en maakt deel uit van de zuilen van het geloof. De engelen gehoorzamen en aanbidden God, ze bidden en gaan op bedevaart. De engelen hebben vleugels en zijn onzijdig binnen de islam. 
De engelen hebben toegang tot verschillende werelden en kunnen gedaante van een mensen aannemen. Sommige profeten zoals Mohammed, Moesa, Lut en Idris kwamen in contact met engelen. Ook Maryam de moeder van Isa (Jezus) kreeg bezoek van een engel.

## Lijst van engelen in de islam
| Naam            | Judeo-christelijk equivalent | Taak                                                |
| --------------- | ---------------------------- | --------------------------------------------------- |
| Djibriel        | Gabriël                      | Boodschap overbrengen van God naar de profeten.     |
| Mika'il         | Michaël                      | Verantwoordelijk voor de regen en vegetatie.        |
| Malak al-Maut   |                              | Neemt de zielen van de overledenen uit hun lichaam. |
| Israfiel        | Rafaël (?)                   | Zal op de Dag des Oordeels op een bazuin blazen.    |
| Maalik          |                              | Bewaker van de hel.                                 |
| Ridwan          |                              | Bewaker van het paradijs.                           |
| Munkar en Nakir |                              | Ondervragen de overledene in het graf.              |
| Kiraman Katibin |                              | Schrijven de goede en slechte daden van de mens op. |
| Hafaza          |                              | Beschermengelen.                                    |
| Harut en Marut  |                              | Brachten magie naar de aarde.                       |

- Biblioteca Nacional de España: XX4417788
- Bibliothèque nationale de France: cb119452818 (data)
- Library of Congress Control Number: sh85005005
- Système universitaire de documentation: 027403254
- TDVİA: melek